# Michael Schweitzer
Michael Schweitzer (* 8. Juni 1943 in Wien) ist ein österreichischer Rechtswissenschaftler.

## Leben
Nach seiner Matura am humanistischen Gymnasium Stella Matutina in Feldkirch studierte Schweitzer von 1962 bis 1967 in Wien und England und wurde zum Dr. jur. promoviert. Seine 1969 erschienene Dissertation Das Völkergewohnheitsrecht und seine Geltung für neuentstehende Staaten befasste sich mit den Folgen des Ende des Kolonialismus. Schweitzer zeigte in dieser Arbeit bereits die Verbindung von Rechtstheorie und Praxis bei Aufgreifung praktisch relevanter, aber dogmatisch schwerer Fragestellungen, die später typisch für sein Werk werden sollte. Seit 1962 ist er Mitglied der katholischen Studentenverbindung KaV Norica Wien. Am 4. Dezember 1974 habilitierte er sich in den Fächern Völkerrecht, Europarecht und Staatsrecht. Seine Habilitation Dauernde Neutralität und europäische Integration hatte nicht unerheblichen Einfluss auf die Debatte um die Möglichkeit des Beitritts Österreichs zur Europäischen Union.
Ab September 1980 hatte Schweitzer an der Universität Passau den Lehrstuhl für Staats- und Verwaltungsrecht, Völkerrecht und Europarecht inne. 1987 habilitierte sich bei ihm Rudolf Streinz. Am 30. September 2008 wurde Schweitzer pensioniert. Den Lehrstuhl übernahm Christoph Herrmann, der sich bei Rudolf Streinz habilitiert hatte. 1994 wurde er korrespondierendes Mitglied der Österreichischen Akademie der Wissenschaften.
Schweitzer ist verheiratet und Vater zweier Kinder.
2010 erhielt er das Bundesverdienstkreuz am Bande.

## Schriften
- Dauernde Neutralität und europäische Integration. Habilitationsschrift. Universität Mainz 1975. Wien, New York 1977.
- mit Albrecht Weber: Handbuch der Völkerrechtspraxis der Bundesrepublik Deutschland. Baden-Baden 2004, ISBN 3-8329-0168-X.
- Staatsrecht, Völkerrecht, Europarecht. 8. Auflage, Heidelberg 2004, ISBN 3-8114-9024-9.
- mit Waldemar Hummer und Walter Obwexer: Europarecht. Das Recht der Europäischen Union. Wien 2007, ISBN 3-214-00150-7.
- mit Hans-Georg Dederer: Staatsrecht, Völkerrecht, Europarecht. 12. Auflage, Heidelberg 2020, ISBN 978-3-8114-4912-1.